# Danh sách đảo Liban
Đây là danh sách đảo của Liban, từ Bắc xuống Nam:
- Palm[1][2][note 1][3][4][5]
  - Palm[5][note 2] 34°29′38″B 35°46′26″Đ / 34,49389°B 35,77389°Đ
  - Ramkine[5][note 3] 34°29′50″B 35°45′40″Đ / 34,49722°B 35,76111°Đ
  - Sanani[5] 34°29′10″B 35°46′42″Đ / 34,48611°B 35,77833°Đ
- Các đảo nhỏ khác, cách đảo Sanani 2 km về hướng Đông Nam:
  - Bellane (El Billan): 1,9 ha.[6][7][8]
  - Romayleh (El Rmayleh)[7][8]
  - El Ashak[8]
  - El Tenieh[8]
  - El Telteh[8]
  - El Rabha (El Maatih)[8]
  - Baqar[7]
  - ...và nhiều đảo đá nhỏ khác.
- Zireh: một hòn đảo nhỏ có diện tích khoảng 24.000 m², có hình thon dài từ Bắc xuống Nam, nằm ngoài khơi cảng Sidon chỉ 600 m.[9][10] 33°34′21″B 35°22′3″Đ / 33,5725°B 35,3675°Đ
  - Một đảo đá nhỏ rộng chưa tới 1.000m² nằm sát mũi phía Nam đảo Zireh.